# Kakanski kanal
Kakanski kanal este o arie protejată (sit de importanță comunitară — SCI) din Croația întinsă pe o suprafață de 729,44 ha, integral marine.

## Localizare
Centrul sitului Kakanski kanal este situat la coordonatele 43°41′43″N 15°40′47″E / 43.695232°N 15.679641°E.

## Înființare
Situl Kakanski kanal a fost declarat sit de importanță comunitară în iulie 2013 pentru a proteja un număr necunoscut de specii din flora spontană și fauna sălbatică aflate în arealul zonei.

## Biodiversitate
Situată în ecoregiunea marină mediteraneană, aria protejată conține 3 habitate naturale: Straturi cu Posidonia (Posidonion oceanicae), Recifuri, Bancuri de nisip acoperite în permanență slab de apă marină.
La baza desemnării sitului se află un număr nedeclarat de specii protejate.